# Phylidorea ferruginea
Phylidorea ferruginea ist ein Zweiflügler aus der Familie der Stelzmücken (Limoniidae).

## Merkmale
Die Fliege hat eine Körperlänge von etwa 9 Millimeter. Sie ist gelbbraun gefärbt, hat eine hellgraue Stirn und ein glänzendes, einfärbiges Mesonotum. Die Flügel sind gelblich getönt und ungefleckt. Die Flügeladern r2+3 und m1+2 sind gestielt, die Diskoidalzelle ist geschlossen. Die Beine sind gelbbraun und haben an den Knien einen dunklen Fleck. Der Hinterleib ist orangebraun gefärbt, beim Männchen sind die Segmente 9 und 10 schwarz.
Die Larve der Art besitzt die typische Gestalt einer Larve der Tipuloidea mit langgestreckter, wurmförmiger Gestalt und kleiner, in den Rumpf rückziehbarer (hemicephaler) Kopfkapsel. Das Stigmenfeld am Körperende ist bei der Gattung umgeben von vier lappenartigen Anhängen (Loben), die am Ende abgerundet sind. Das ventrale Lobenpaar ist dabei wesentlich länger als das laterale. Die Spitze (Apex) der lateralen Loben trägt jeweils ein Büschel sehr langer Haare. Die Art ist von anderen Arten der Gattung an den langgestreckten, dunkel pigmentierten Skleriten der Loben erkennbar, die an ihrer Basis aneinanderstoßen. Die Sklerite der lateralen Loben sind dabei sehr schmal.

## Lebensweise und Verbreitung
Die Larven von Phylidorea ferruginea leben in wassergesättigten Böden, in der Uferzone von stehenden und fließenden Gewässern, in Quellgebieten, Mooren und in Böden von Feucht- und Bruchwäldern. Imagines fliegen vor allem im Sommer, mit Maximum im Juli und August.
Die Art ist in fast ganz Europa, einschließlich Mitteleuropa, verbreitet. Sie kommt im Süden bis in die Mittelmeerregion (Griechenland, Spanien, Israel), nach Norden bis Skandinavien vor. Im Osten umfasst ihr Verbreitungsgebiet die Türkei, den größten Teil Russlands und die Mongolei.